# 숀 에번스
숀 에번스(영어: Shaun Evans, 1987년 10월 21일 ~, 오스트레일리아의 축구 심판이다.

## 생애

### 2024AFC U-23 아시안컵
숀 에번스는 2024년 AFC U-23 아시안컵에서 주심으로 활동하였다.

#### 편파 판정 논란
2024년 4월 25일, 2024년 하계 올림픽을 위한 AFC U-23 아시안컵에서, 대한민국과 인도네시아가 8강 경기를 치르게 되었다. 숀 에번스는 이 경기에서 심판을 맡게 되었다. 그러나 경기 도중, 인도네시아의 파울은 거의 불지 않았으며, 대한민국 측의 반칙만 불었다. 이후 황선홍과 이영준 2명의 인원을 퇴장시켰으며, 이 두 퇴장 모두 논란이 되었다. 후반 25분에는 이영준이 인도네시아의 수비수 저스틴 허브너의 발목을 밟아, 지나친 파울로 퇴장당한다. 후반전 추가시간에는 황선홍 감독마저 퇴장시켰는데, 이 당시 황선홍 감독은 폭력적이지 않고 정중하게 항의를 했던 것으로 기록되었다. 반면, 인도네시아 수비수인 무하마드 페라리가 조현택을 넘어뜨리고 고함을 침에도 불구하고, 아무런 패널티 없이 넘어간 것도 문제의 장면이 되었으며, 지난 경기인 4월 16일 카타르와의 경기에서는 신태용이 더욱 격하게 항의한 것이 알려져 논란이 되었다. 연장전 후반 추가 시간에 프리킥을 주고 갑작스럽게 경기를 끝낸 것 역시 대한민국에서 큰 논란이 되었다. 그 결과, 대한민국의 10회 연속 올림픽 진출이 막히게 되었다.
황선홍은 감독으로서 자질이 없다고 평가받았지만, 한편으로는 이종섭 전 국방부장관을 주호주 대사에 임명한 것에 대한 외교적 보복이었다는 분석도 존재한다. 또한 인도네시아 CNN에서는 VAR에 중점을 두고 분석하였다. "인도네시아가 한국을 꺾는 데 VAR의 도움이 세 번 있었다" 라는 언급이 있었다. 이는 "인도네시아는 운이 아니라 실력으로 이긴 것이다" 라고 분석되었다.